# Margaret Dunlop Gibson

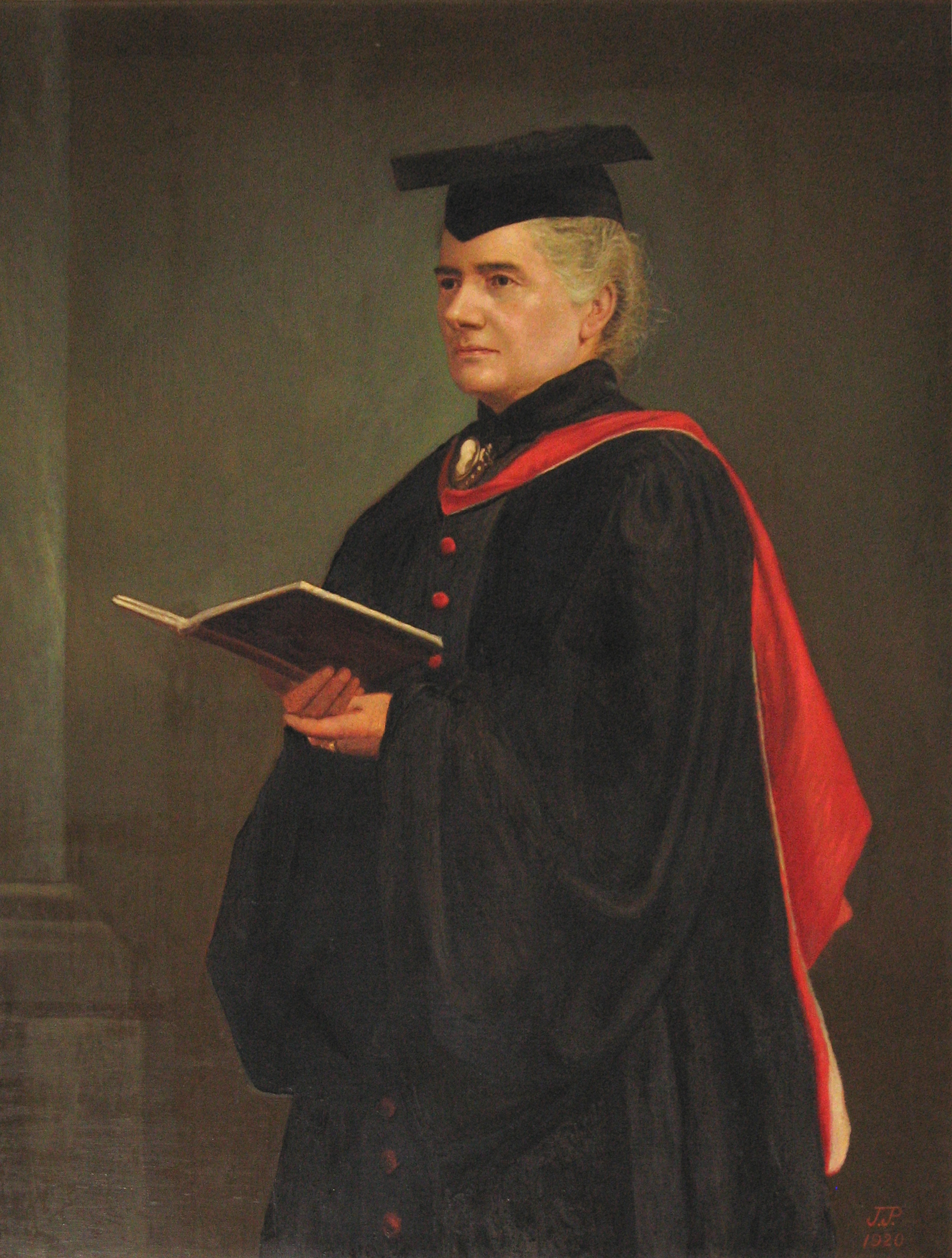
Margaret Dunlop Gibson

Margaret Dunlop Gibson, auch Smith Gibson (* Januar 1843 in Irvine, Ayrshire; † Januar 1920) war eine englische Orientalistin und Reisende.

## Leben
Margaret Dunlop Gibson und ihre Zwillingsschwester Agnes Smith Lewis († 1926) waren englische Orientalistinnen und Reisende. Als ihr Vater starb, erhielten sie ein Erbe von zweihunderttausend Pfund, reisten 1866 nach Griechenland und Ägypten. Sie lernten Griechisch und Latein, später auch Syrisch, Arabisch, Hebräisch und ihre Zwillingsschwester Christlich-Palästinisch-Aramäisch. Mit einem Empfehlungsschreiben von James Rendel Harris besuchten sie 1892 das Katharinenkloster auf dem Berg Sinai, wo sie Zugang zur Bibliothek erhielten. Lewis entdeckte dort eine altsyrische Übersetzung des Neuen Testaments in einer syrischen Palimpsesthandschrift, die sie 1893 mit Robert L. Bensly und Francis C. Burkitt, und ihren Frauen, sowie J. Rendel Harris 1893 entziffern, abschreiben und fotografieren durften. Gibson erarbeitete einen Katalog der dort aufbewahrten arabischen Handschriften.
1896 erwarben sie in Kairo Fragmente einer hebräischen Handschrift des Jesus Sirach, die später zur Entdeckung weiterer fragmentarischer Handschriften, unter anderem Palimpsesten in Syrisch, Christlich-Palästinisch-Aramäisch, Griechisch überschrieben mit rabbinischen Schriften, in der Kairoer Geniza führten.
Sie erhielt Doktorwürden von den Universitäten St Andrews (1901), Heidelberg (1904), und Trinity College Dublin (1911); lediglich Cambridge, wo sie lebten und am wissenschaftlichen Diskurs teilhatten, verweigerte ihnen die wissenschaftliche Anerkennung. Sie ermöglichten die Finanzierung des Geländes auf dem heute das Westminster College, Cambridge steht und vermachten diesem College viele wertvolle orientalische Handschriften, die sie auf ihren Reisen nach Ägypten erworben hatten, u. a. den Codex Climaci Rescriptus, und auch die Eberhard Nestle Bibliothek.

## Referenzen
- Agnes Smith Lewis: A Narrative of Two Visits to Sinai from Mrs. Lewis's Journals, 1892-1893. A Story of Travel and Research from 1895 to 1897. Cambridge 1898.
- Alan Whigham Price: The Ladies of Castlebrae. The Life of Dr. Agnes Smith Lewis and Dr. Margaret Dunlop Gibson. (Annual Lecture to the Presbyterian Historical Society, October 1964; University of Durham). Durham 1964.
- Alan Whigham Price: The Ladies of Castlebrae. London 1985. ISBN 0-86299-228-1
- Christa Müller-Kessler: Dunlop Gibson, née Smith (1843–1920). In: Oxford Dictionary of the National Biography. Band 22, Oxford Press, Oxford 2004, S. 89–90. doi:10.1093/ref:odnb/55585.
- Christa Müller-Kessler: Lewis, Agnes Smith (1843–1926). In: Oxford Dictionary of the National Biography. Band 33, Oxford Press, Oxford 2004, S. 579–580. doi:10.1093/ref:odnb/34510.
- Sebastian P. Brock: Agnes Lewis (1843–1926) and Margaret Gibson (1843–1920). In: Predrag Bukovec (Hrsg.): Christlicher Orient im Porträt – Wissenschaftsgeschichte des Christlichen Orients (= Religionen im Vorderen Orient 2) Hamburg 2014. ISBN 978-3-8300-7812-8, S. 267–280.

## Schriften
- How the Codex Was Found. London 1893.
- Catalogue of the Arabic Mss. in the convent of S. Catharine on Mount Sinai. London 1894.
- An Arabic Version of the Acts of the Apostles and the Seven Catholic Epistles. London 1899
- The Commentaries of Ishodad of Merv, Bishop of Hadatha c. 850 ad. London 1911.
- Matthew and Mark in Syriac. London 1911.
- Luke and John in Syriac. London 1911.
- The Acts of the Apostles and the Catholic Fathers. London 1913.
- The Epistles of St Paul. London 1916.